# Live in Italy (Mike Bloomfield)
Live in Italy è un album live-bootleg dal vivo di Mike Bloomfield uscito subito dopo la morte del musicista e pubblicato dall'etichetta Mama Barley Records, le registrazioni furono effettuate a Torino il 14 settembre ed a Castel D'Azzano (Verona) il 15 settembre del 1980.

## Tracce
1. Dark Road Blues – 3:10
2. Prison Bound Blues – 4:20
3. Knocking Myself Out – 4:30
4. Gonna Need Somebody on Your Bond – 4:34
5. Shake, Rattle & Roll – 4:10
6. Five Long Years – 4:38
7. Don't You Lie to Me – 4:16
8. Junkie Blues – 4:00

## Musicisti
- Mike Bloomfield - chitarra (brani 3, 4, 5, 6, 7 & 8)
- Mike Bloomfield - pianoforte  (brani 1 & 2)
- Mike Bloomfield - voce (brani 3 & 4)
- Woody Harris        - chitarra (brani 3 & 4)
- Maggie Edmondson    - violoncello  (brani 3 & 4)
- Fabio Treves    - armonica (brani 5, 6, 7 & 8)
- Claudio Bazzari     - slide guitar  (brani 5, 6, 7 & 8)
- Chuck Fryers        - chitarra (brani 5, 6, 7 & 8)
- Silvano Borgatta    - pianoforte  (brani 5, 6, 7 & 8)
- Tino Cappelletti    - basso  (brani 5, 6, 7 & 8)
- Dave Baker          - batteria (brani 5, 6, 7 & 8)